# Cap Gracias a Dios
Cap Gracias a Dios est un cap localisé au centre de la côte Est de l'Amérique centrale, dans ce qui est appelée la Côte des Mosquitos et La Mosquitia. Il se situe proche du Rio Coco dans la mer des Caraïbes et délimite les frontières de l'Atlántico Norte au Nicaragua et du département Hondurien également connu sous le nom de Gracias a Dios.
La localisation est considérée comme délimitant les frontières Honduras - Nicaragua par le roi Alphonse XIII d'Espagne en 1906, et est confirmée par la cour internationale de justice en 1960. Elle se situe précisément à 14° 59′ 08″ N, 83° 08′ 09″ O.
Le nom est dérivé des mots espagnols "Cap Dieu Merci" et aurait apparemment été conféré par Christophe Colomb lors de son dernier voyage en 1502 lorsqu'une très forte tempête est subitement apparue.